# Henry Morton Stanley
Sir Henry Morton Stanley, vlastním jménem John Rowlands (28. ledna 1841 Denbigh, Wales, Spojené království – 10. května 1904 Londýn), byl britský novinář a cestovatel.
Proslavil se zejména svou expedicí do Afriky a tím, že u jezera Tanganika našel ztraceného cestovatele Davida Livingstona. Daleko větší význam však měly až jeho další dvě akce – konžská expedice (1874–1877) a výprava na záchranu Emina-paši (1887–1889). V roce 1897 byl pasován na rytíře v Řádu lázně. Mezi lety 1895 a 1900 působil za Liberálně unionistickou stranu v britském parlamentu.
Stanleyho odkaz je ovšem kontroverzní. Ačkoliv se k značné části původních obyvatel Afriky, které zařadil jako nosiče a průvodce do svých cest, choval slušně, přehnané popisy tělesných trestů a brutality v jeho denících a knihách podpořily jeho veřejnou pověst coby tvrdého a krutého vůdce výprav. Ve dvacátém století jeho pověst poklesla také kvůli jeho roli při založení Svobodného státu Kongo pro Leopolda II., jehož krutá vláda vedla ke genocidě tamních obyvatel. Přesto je považován za významného cestovatele v oblasti střední Afriky.

## Životopis
Narodil se ve městě Denbigh v Denbighshire ve Walesu v roce 1841. Od narození byl sirotek, jelikož jeho osmnáctiletá matka ho ihned po porodu odložila. Otce nikdy nepoznal. Roku 1859 emigroval do USA, kdy doplul jako plavčík do New Orleans. Zde se stal adoptivním synem makléře Henryho Stanleyho, jehož jméno přijal. Po jeho smrti se znovu ocitl bez prostředků. Dopracoval se však až na reportéra listů Chicago Tribune a New York Heraldu, u kterého zůstal.

### Americká občanská válka (1861 až 1865)
V první polovině 60. let 19. století bojoval v Americké občanské válce na straně Konfederace. V roce 1862 byl zajat a přesvědčen, aby vstoupil do armády Unie. V roce 1864 se přidal k námořnictvu Spojených států amerických, kde sloužil na bitevní lodi USS Minnesota. Již na sklonku války se stal válečným dopisovatelem a novinářem. 

### Zahraniční zpravodaj (1867 až 1869)
Po válce se účastnil výprav na divoký západ a zorganizoval výpravu do Osmanské říše, kde byl ale na krátký čas zatčen.
Roku 1867 etiopský císař Tewodros II. zajal britského vyslance a další Brity, kvůli čemuž byly do Etiopského císařství vyslány britské ozbrojené jednotky, ke kterým se připojil i Stanley coby dopisovatel novin New York Herald. Trestná výprava vyústila v roce 1868 v bitvu u Magdaly, kde britské jednotky o síle kolem 12 000 mužů zabily 700 Etiopanů a 1200 zranily. Naopak na straně Britů došlo pouze ke dvěma úmrtím a přibližně 200 mužů bylo zraněno. Město padlo a bylo vyrabováno, přičemž cenné historické předměty byly odvezeny do britských muzeí. Následně byl Stanley poslán, aby zachytil probíhající slavnou revoluci ve Španělsku. V roce 1870 byl vyslán reportovat o situaci v regionu Středního východu a Černého moře.

### Pátrání po ztraceném Livingstonovi (1869 až 1872)

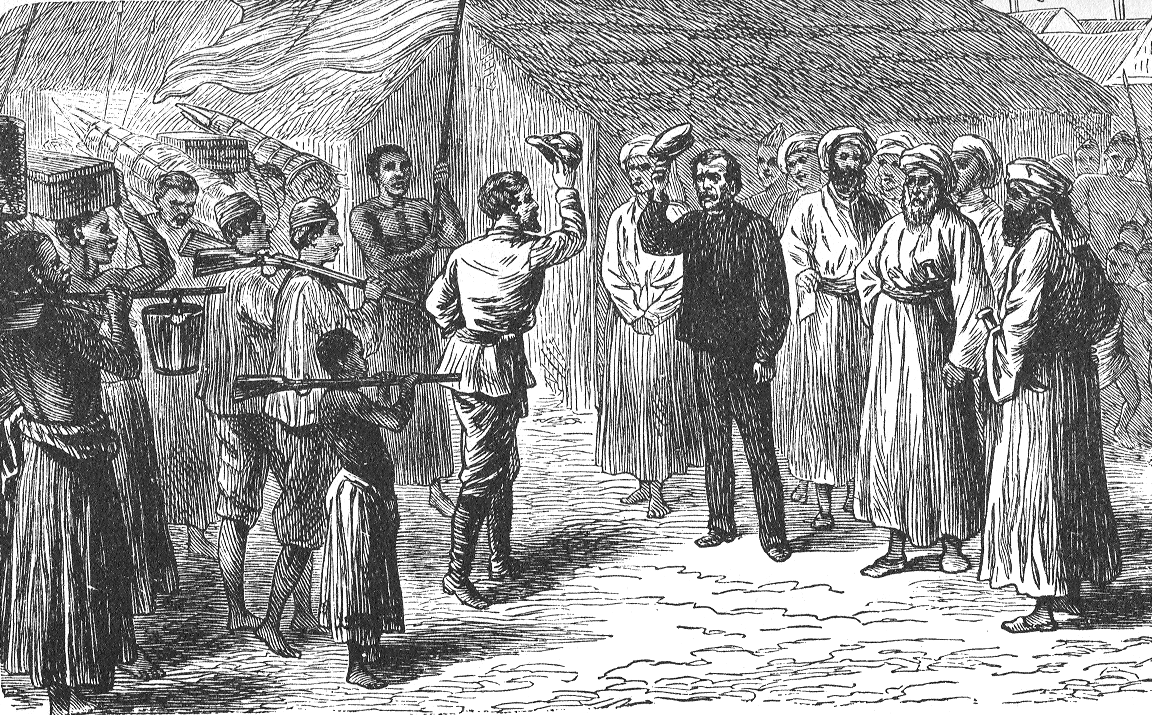
Ilustrace shledání s Livingstonem ze Stanleyho knihy How I Found Livingstone (1872)

V roce 1869 byl vybrán, aby pátral po zmizelém britském badateli Davidu Livingstonovi. V březnu roku 1871 vyrazil Stanley ze Zanzibaru, ostrova na pobřeží dnešní Tanzanie. Podle vlastních slov připravil výpravu, kterou doprovázelo přes sto nosičů. Sám jel na plnokrevném hřebci, který ovšem již v prvních dnech cesty pošel. Stanley totiž zvolil 1100 km dlouhou cestu přes tropický deštný les. Nosiči postupně umírali nebo dezertovali ze služby. V listopadu 1871 našel Dr. Livingstona v Ujiji na břehu jezera Tanganika. V roce 1872 vydal o cestě knihu s názvem How I Found Livingstone; travels, adventures, and discoveries in Central Africa.

### Výpravy do Střední Afriky (1872 až 1884)

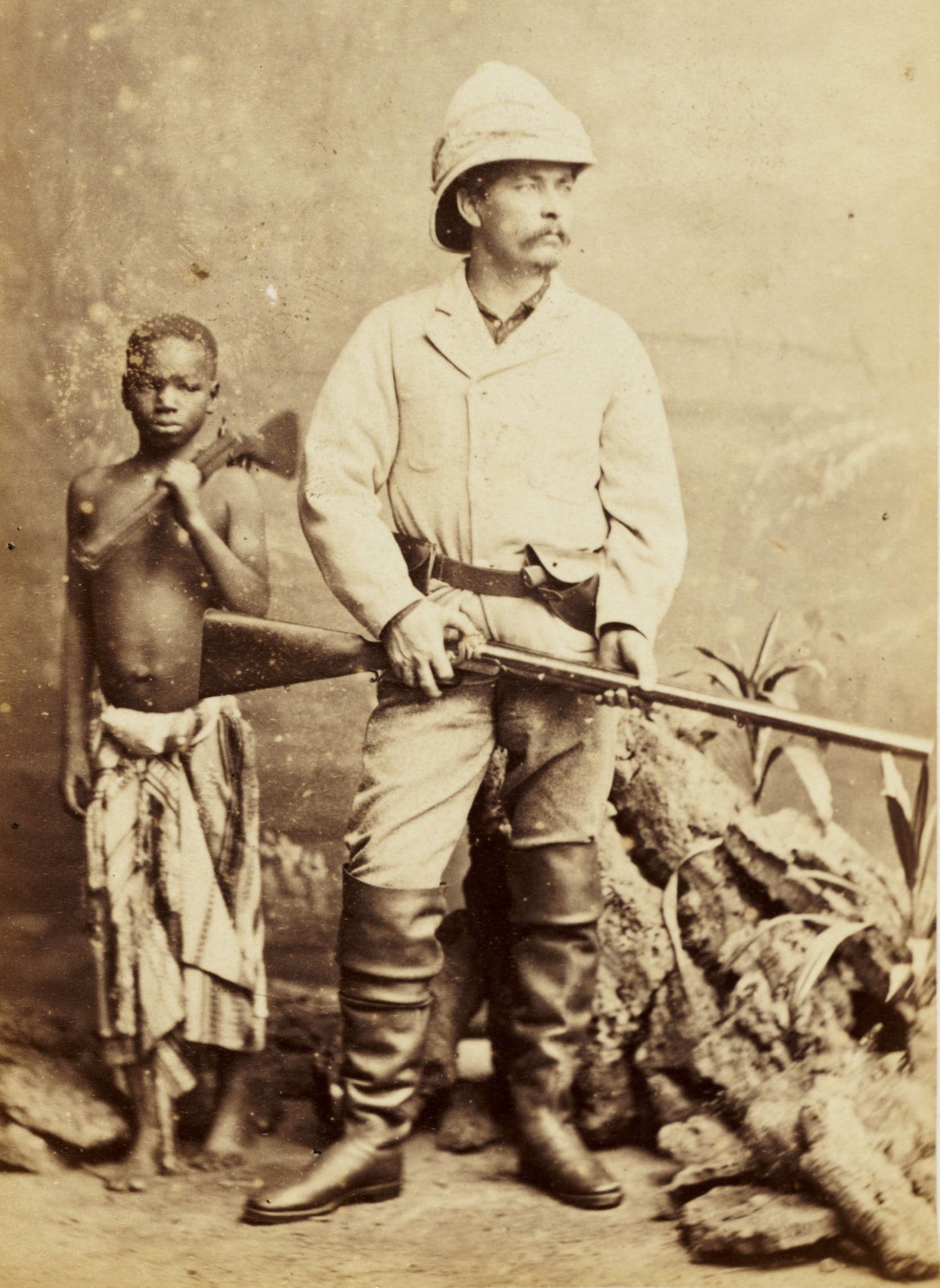
Fotografická vizitka - Stanley a Kalulu (1872)

Po památném setkání s Livingstonem vyplul roku 1872 do Londýna, kde se připravoval na novou expedici, kterou financovali vydavatelé novin New York Herald a Daily Telegraph. Cílem expedice bylo zmapovat oblast afrických Velkých jezer. 17. listopadu 1874 vyrazil z afrického přístavu Bagamoja do vnitrozemí. 27. února 1875 dorazila výprava do přístavu Mwanza na jihu Viktoriina jezera. Zjistil, že jediný výtok z jezera jsou Riponovy vodopády. Dalším bodem programu byl nový průzkum jezera Tanganika. Odtud plul po řece Lualabě na sever, kde se potvrdil jeho předpoklad – pluli po hladině Konga. Přešli přes mohutné vodopády, které poté dlouho nesly i Stanleyho jméno (nyní Boyomské vodopády) a po mnoha strastech dorazili do prozkoumané části řeky. 12. srpna 1877 se cestovatel objevil v Bomě, obchodní stanici založené Evropany. Cesta mu trvala 999 dní a z původních 228 členů ji přežilo jen 114. V roce 1878 vydal o expedici knihu Through the Dark Continent, kterou pro Afriku zavedl termín „černý kontinent“.
Roku 1877 vyslal král Leopold II. do Střední Afriky první výpravu, tehdy ještě pod hlavičkou Mezinárodní africké společnosti. Výprava byla ale neúspěšná. Král proto začal hledat vůdce expedice, který by cestu zvládl, tím byl nakonec Stanley. V letech 1879–1884 podnikl výpravu do Střední Afriky, kde v džungli založil Svobodný stát Kongo. Přetlak evropských výprav a souboj velmocí vedl ke svolání Berlínské konference (1884–1885), kde došlo k rozdělení sfér vlivu. V roce 1890 dostal od Leopolda II. za zásluhy Řád Leopolda. Nejpozději v roce 1891 se poptávka po gumě a kaučuku stala tak lukrativní, že se Svobodný stát Kongo stal nelidským pracovním táborem, ve kterém došlo téměř ke genocidě tamních obyvatel.

### Záchranná výprava za Eminem-pašou (1886 až 1889)

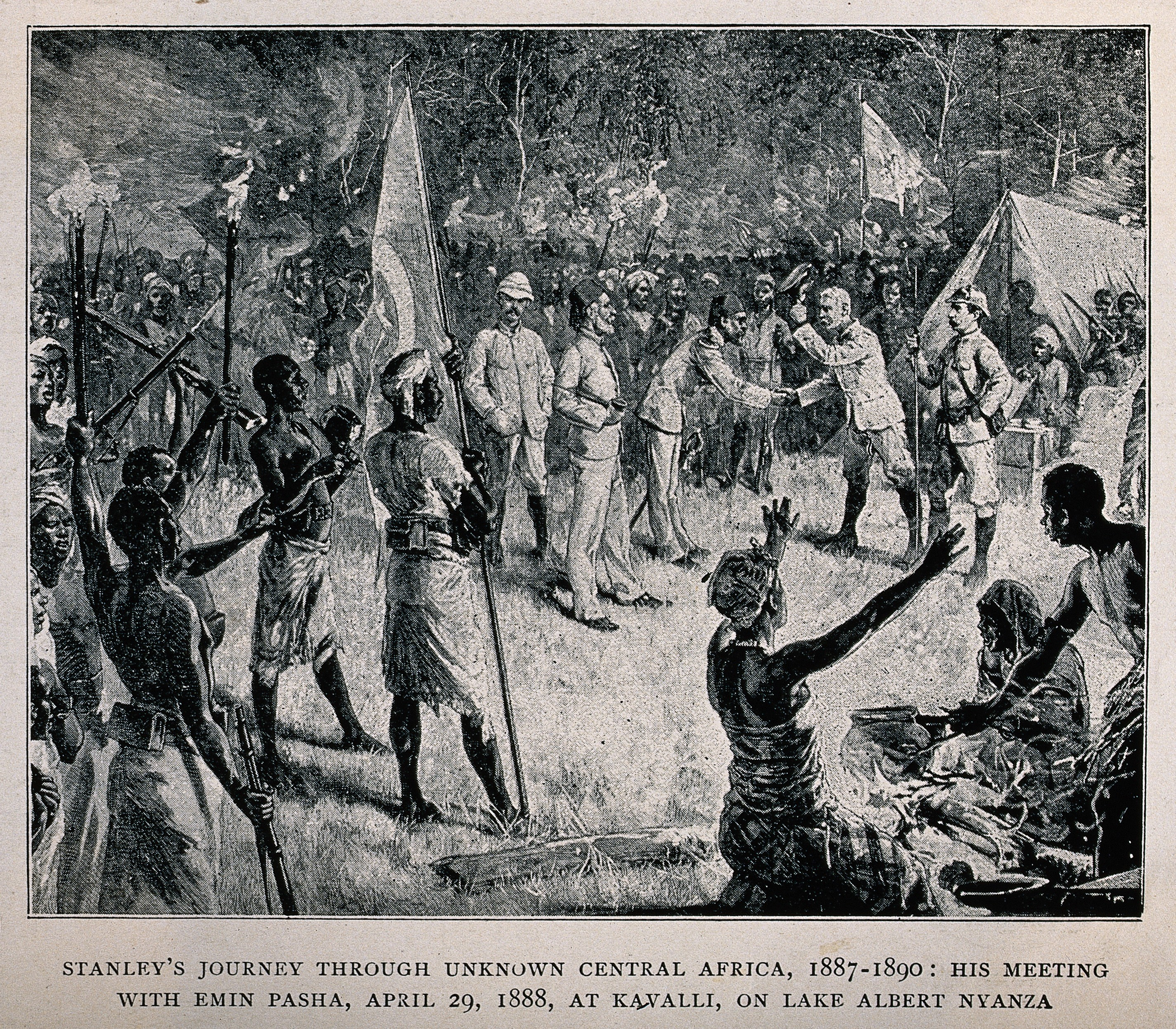
Ilustrace Stanleyho přivítání Emina-paši (1888)

Emin-paša, guvernér z Equatorie, německý lékař v egyptských službách byl roku 1881 kvůli súdánskému povstání proti egyptské nadvládě odříznut od civilizace. Až roku 1886 se mu anglická expedice vedená Stanleym vydala na pomoc. Stanley zvolil cestu 800 km dlouhým tropickým pralesem v oblasti řeky Ituri. Předpokládal, že cesta zabere dva měsíce, ale do cíle dorazili až v prosinci 1887, kdy došli k Albertovu jezeru. Cestu přežilo jen 169 osob z původních 389. Emina-pašu ale v oblasti nenašli. Proto se zde utábořili. V dubnu 1888 obdrželi dopis od Emina-paši, který se mezitím dozvěděl o jejich výpravě a vydal se jim naproti. Emin-paša, již dobře zabydlený, nechtěl opustit své útočiště. Stanley ho ale přemluvil, a tak 4. prosince 1889 výprava dorazila na pobřeží do Bagamoja.
Po této expedici se roku 1890 vrátil do Londýna. Rok poté se oženil a žil na svém venkovském sídle v Surrey. Zemřel 5. května 1904.